# Charles Brantley Aycock
Charles Brantley Aycock, född 1 november 1859 i Wayne County, North Carolina, död 4 april 1912 i Birmingham, Alabama, var en amerikansk politiker (demokrat). 
Aycock var North Carolinas guvernör 1901–1905. Han var känd för sina utbildningspolitiska insatser. Han var även en rasistledare vars anhängare tog sig till våldsamma metoder för att förhindra afroamerikaner från att rösta innan han lyckades med att begränsa rösträtten genom lagstiftning.

## Biografi
Aycock studerade vid University of North Carolina at Chapel Hill. Han inledde sedan sin karriär som advokat i Goldsboro. Intresset för utbildningsfrågor fanns ändå med under hela Aycocks karriär. Han arbetade även som rektor i en skola för afroamerikaner och som countyts skolinspektör.
Aycock var en ledande förespråkare för instiftandet av Jim Crow-lagar i North Carolina. Han påstod att ansvarstagandet hängde ihop med den vita rasen och därför även rösträtten borde begränsas till de vita. Republikanska partiet beskyllde han för korruption och menade att svarta som röstade på republikanerna var enbart brickor i det politiska spelet som kunde manipuleras. Även om Aycock var absolut emot afroamerikanernas rösträtt runt sekelskiftet 1900, påstod han att i framtiden med en bättre utbildningspolitik kunde även svarta få rösta. Utbildningsnivån var alltså det främsta argumentet för raslagarna. De svartas utbildningsnivå ville Aycock ändå inte lyfta i gemensamma skolor för alla raser utan segregerade skolor var hans lösning. Den viktigaste utbildningspolitiska profilfrågan för honom var möjligheten för alla barn att gå i offentliga skolor. Många vita demokrater i North Carolina ville begränsa rätten till skolgång enbart till vita barn. Medan Aycock ville garantera rätten att gå i offentliga skolor även för svarta barn, gick han med på ett kompromissförslag. De vitas skattepengar skulle gå enbart till vita skolor och de svarta skolorna skulle finansieras med pengar som kom från afroamerikanska skattebetalare.
Aycock återvände 1905 till sin advokatpraktik. Under hans mandatperiod som guvernör hade det byggts närmare 3 000 skolor i North Carolina. Aycock hade beslutat sig för att återvända till politiken i senatsvalet 1912 men han avled mitt i kampanjen. År 1932 fick Kapitoliumbyggnadens National Statuary Hall Collection en Aycockstaty i brons av Charles Keck som placerades i Kapitoliums krypta. Åtta år tidigare hade det avtäckts en Aycockstaty av Gutzon Borglum på Union Square i Raleigh. Inga kampanjer att flytta den historiska statyn i Raleigh har inletts även om Aycock är en kontroversiell gestalt inte minst på grund av hans inblandning i raskravallerna i Wilmington år 1898.